# Тельманово (Павлодарская область)
Тельманово (каз. Тельман) — упразднённое село в Железинском районе Павлодарской области Казахстана. Входило в состав Енбекшинского сельского округа. Ликвидировано в 2006 г.

## Население
По данным переписи 1999 года в селе проживало 174 человека (80 мужчин и 94 женщины).